# بيدرو أنطونيو دي ألاركون
بيدرو أنطونيو دي ألاركون (بالإسبانية: Pedro Antonio de Alarcón) روائي إسباني، وُلد في وادي آش في غرناطة عام 1833. يعد واحدًا من كبار ممثلي تيار الواقعية الذين ارتأوا أنها فرضت نفسها على النثر الرومانسي في ذلك الوقت. كان سياسيًا بالإضافة إلى كونه كاتبًا تطورت أيدلوجيته من المواقف الليبرالية إلى التقليدية.
شارك ألاركون في حرب المغرب بوصفه متطوعًا، وترك شهادة مكتوبة عن تجربته في تلك الحرب في يوميات شاهد على الحرب الأفريقيةعام 1859. اشتهر ألاركون برواياته الدينية وكان من أشهرهم رواية الفضيحة عام 1875، والتي دافع فيها عن اليسوعيين، وهو الأمر الذي أثار جدلًا كبيرًا. كانت رواية القبعة ثلاثية الزوايا من رواياته الأكثر شعبية التي نُشرت عام 1871. وتوفي في مدريد في 19 يوليو عام 1891.

## روابط خارجية
- بيدرو أنطونيو دي ألاركون على موقع IMDb (الإنجليزية)
- بيدرو أنطونيو دي ألاركون على موقع الموسوعة البريطانية (الإنجليزية)
- بيدرو أنطونيو دي ألاركون على موقع ألو سيني (الفرنسية)
- بيدرو أنطونيو دي ألاركون على موقع ميوزك برينز (الإنجليزية)
- بيدرو أنطونيو دي ألاركون على موقع قاعدة بيانات الفيلم (الإنجليزية)
- بيدرو أنطونيو دي ألاركون على موقع كينوبويسك (الروسية)